# ППС-43
ППС-43 (рус. "Пистолет-пулемёт Судаева") је совјетски и руски Аутомат у калибру 7.62x25mm, из периода Другог светског рата, који је конструисао Алексеј Судајев током опсаде Лењинграда. Овај аутомат одликују поузданост и једноставност конструкције што га чини јефтиним за производњу. Према мишљењу многих, ППС-43 је један од најбољих аутомата Другог светског рата. Уведен је у наоружање Црвене армије као замена за Шпагин ППш-41.

## Развој
Аутомат ППС је настао због потреба Црвене армије за новим компактним аутоматом по угледу на немачки MP 40. Захтев је био да нови аутомат користи исту муницију као и претходни Шпагин ППш-41, те да буде једноставне конструкције како би га војници могли користити без посебне обуке.
Алексеј Судајев је добио наређење од државне комисије за наоружање да се припреми за масовну производњу аутомата који је конструисао поручник И.К. Безручко-Висоцки са Дзержинске артиљеријске академије. Безручко-Висоцки је конструисао два прототипа аутомата, други је послужио као основа за Судајеву конструкцију.
Током развоја је био приоритет поједноставити производњу како би јединице на фронту у што краћем року добиле већи број аутомата. Тако су многи делови аутомата произведени од пресованог лима. Време производње је значајно смањено, са 7.3 часова, колико је потребно за производњу ППш-41 на свега 2.7h по комаду. Такође је смањена употреба сировина и било је потребно мање радника за склапање новог аутомата, а најзначајније од свега, совјетске фабрике су сада за своју војску могле произвести и до 350.000 нових аутомата месечно уместо дотадашњих 135.000.
Прототипови су тестирани између 26. априла и 12. маја 1942. Извештај надлежне комисије је био веома позитиван, али су предлагали неке мање измене како би се ојачала структура аутомата. Шпагин је до краја јула довршио свој аутомат ППш-2, који је тестиран против Судајевог ППС-а али се показао лошије у свим аспектима као што прецизност,поузданост и компактност. То је заправо било веће такмичење на којем је тестирано 20 конструкција. Већ 28. јула , маршал Николај Јаковљев и његов помоћник Иван Новиков су представили Судајев аутомат државном одбрамбеном комитету како би га одобрили.
Судајев аутомат је прихваћен као ППс-42. Производња је децембра 1942. поверена Сестрорецкој фабрици наоружања у Лењинграду. Овај аутомат се у мањем обиму производио током опсаде Лењинграда али масовнија производња није почела до почетка 1943. до када је произведено свега 46.572 комада ППс-42, пре него што су замењени побољшаном верзијом- ППс-43. Први аутомати из серије су приказани Андреју Жданову и Леониду Говорову. Већина аутомата из прве серије су предати на употребу војницима на Лењинградском фронту.
Због великих инвестиција које су уложене у производњу Шпагиновог ППш-41 који се производио у преко милион примерака годишње , дошло се до закључка да неће бити економично у потпуности укинути његову производњу и заменити је новим ППс-43. До краја рата је произведено око два милиона примерака, a производња у СССР-у је завршена 1946. јер је Црвена армија већ располагала огромним бројем аутомата.
Алексеј Судајев је последње две године рата експериментисао са различитим верзијама свог аутомата које су укључивале мање спољашње измене као и уградња дрвеног фиксираног кундака и преклапајућег бајонета.
ППс-43 је остао у служби Црвене армије све до средине 1950-их. Последње јединоце које су га користиле биле су посаде оклопне технике и морнаричка пешадија.
Бројне земље које су се нашле у источном блоку су такође производиле ППс-43, укључујући и НР Кину која је своју верзију користила током Корејског рата.
Суседна Финска је прекопирала ППс-43 и производила га као KP m/44 али у калибру 9x19mm. Исто је учинила и Франкова Шпанија у којој је фабрика у Овиједу производила аутомат по угледу на финску верзију.

## Корисници
- Совјетски Савез
- НР Кина
- Финска
- Народна Република Пољска
- Народна Република Мађарска
- Немачка
- Северни Вијетнам
- Северна Кореја

## Аутомати исте категорије
- Аутомат Стен
- M3 Мазалица
- Шпагин ППш-41
- Берета 38
- MP 40
- Аутомат Овен
- Аустен
- Аутомат Стерлинг
- Аутомат Томпсон